# Nhà hát lớn Đông Bình Nhưỡng
Nhà hát lớn Đông Bình Nhưỡng (tiếng Triều Tiên: 동평양 대극장) là một nhà hát 2.500 chỗ ngồi nằm ở thủ đô Bắc Triều Tiên, Bình Nhưỡng. Đây là địa điểm tổ chức hòa nhạc của New York Philharmonic năm 2008, là chuyến tham quan văn hoá đầu tiên của Bắc Triều Tiên kể từ sau chiến tranh Triều Tiên.
Hội trường nhà hát được xây dựng vào năm 1989 và thường là nơi tổ chức các buổi biểu diễn chào mừng các nhà lãnh đạo triều đại Triều Tiên và thành tựu quốc gia
 và "các vở opera cách mạng miêu tả cuộc đấu tranh của Bắc Triều Tiên trong bài hát và vũ." trước buổi hòa nhạc, nó đã tổ chức một vở opera tôn vinh
Kim Jong-suk, mẹ của nhà lãnh đạo Bắc Triều Tiên Kim Jong-il.
Vào ngày đầu năm mới 2007, sau khi tái thiết, nhà hát đã tổ chức Đoàn văn nghệ Mansudae.. Giai đoạn "khổng lồ" của nó cần một lớp cách âm để xây dựng đúng âm thanh của dàn nhạc. Nhà hát được đặc biệt chọn lựa bởi Zarin Mehta, người đã từ chối Nhà hát giao hưởng quốc gia Bắc Triều Tiên là quá nhỏ.
Kích thước tổng thể là hơn 62.000 mét vuông. Một sảnh lớn hội trường (sảnh) bao gồm một bức tranh tường của Ulrim Falls. Theo một nhà báo của Reuters, kiến trúc của nó là "cộng sản nhạt nhẽo", và "cấu trúc xáo trộn, xáo trộn mà người dân địa phương phải vật lộn để sưởi ấm và thắp sáng ban đêm".